# Elezioni federali in Svizzera del 2019

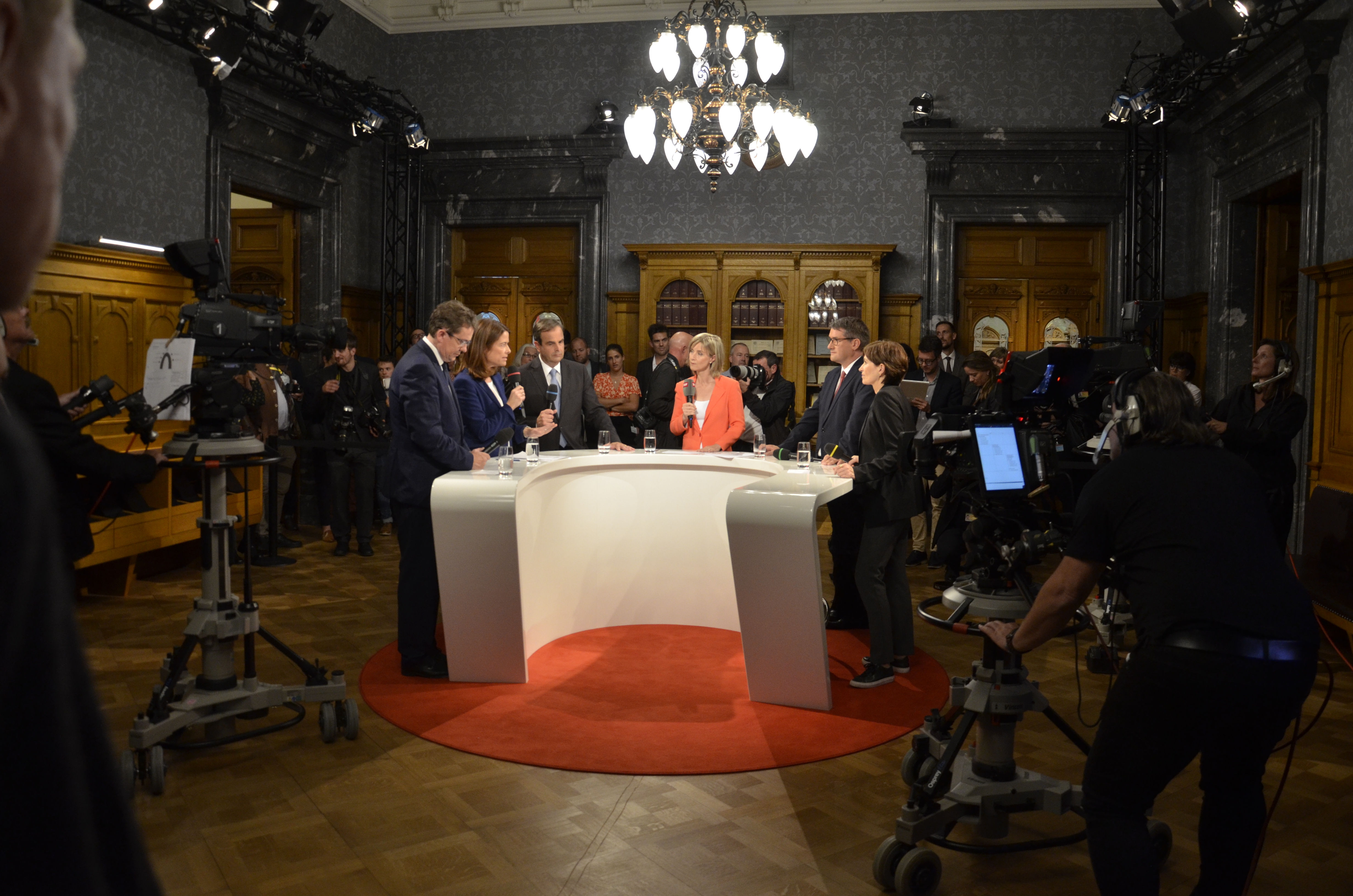
Intervista TV con i presidenti dei cinque più grandi partiti il 20 ottobre 2019 al Palazzo federale (nota in tedesco come Elefantenrunde).

Le elezioni federali in Svizzera del 2019 per la 51ª legislatura dell'Assemblea federale si sono tenute il 20 ottobre. Durante questa tornata elettorale si è votato per il rinnovo del Consiglio nazionale e per il rinnovo della prima parte del Consiglio degli Stati. Gli ultimi ballottaggi del Consiglio degli Stati si tennero l'11 dicembre 2019. 
Le elezioni furono caratterizzate dalla perdita di consenso da parte dei partiti tradizionali e dal buon risultato dei partiti ambientalisti (Verdi e PVL), descritto anche con l'espressione "onda verde".

## Risultati

### Consiglio nazionale
| Liste  | Liste                                       | Voti      | %     | Seggi |
| ------ | ------------------------------------------- | --------- | ----- | ----- |
|        | Unione Democratica di Centro (UDC)          | 620 343   | 25,59 | 53    |
|        | Partito Socialista Svizzero (PS)            | 408 128   | 16,84 | 39    |
|        | PLR.I Liberali Radicali (PLR)               | 366 303   | 15,11 | 29    |
|        | Verdi Svizzeri                              | 321 018   | 13,24 | 28    |
|        | Partito Popolare Democratico (PPD)          | 275 842   | 11,38 | 25    |
|        | Partito Verde Liberale della Svizzera (PVL) | 189 162   | 7,80  | 16    |
|        | Partito Borghese Democratico (PBD)          | 59 852    | 2,47  | 3     |
|        | Partito Evangelico Svizzero (PEV)           | 50 317    | 2,08  | 3     |
|        | Partito del Lavoro - SolidaritéS (PdL-SOL)  | 25 427    | 1,05  | 2     |
|        | Unione Democratica Federale (UDF)           | 24 145    | 1,00  | 1     |
|        | Lega dei Ticinesi                           | 18 187    | 0,75  | 1     |
|        | Lista Alternativa (AL)                      | 7 709     | 0,32  | –     |
|        | Partito Cristiano Sociale (PCS)             | 6 238     | 0,26  | –     |
|        | Movimento dei Cittadini Ginevrini (MCG)     | 5 388     | 0,22  | –     |
|        | Democratici Svizzeri (DS)                   | 3 202     | 0,13  | –     |
|        | Altri                                       | 35 099    | 1,45  | –     |
| Totale | Totale                                      | 2 424 251 | 100   | 200   |

| Riepilogo dei voti                    | Riepilogo dei voti                    | Riepilogo dei voti                    | Riepilogo dei voti | Riepilogo dei voti | Riepilogo dei voti | Riepilogo dei voti |
| ------------------------------------- | ------------------------------------- | ------------------------------------- | ------------------ | ------------------ | ------------------ | ------------------ |
| Unione Democratica di Centro          | Unione Democratica di Centro          | Unione Democratica di Centro          |                    |                    | 25,59%             | ▼ 3,84             |
| Partito Socialista Svizzero           | Partito Socialista Svizzero           | Partito Socialista Svizzero           |                    |                    | 16,84%             | ▼ 2,02             |
| PLR.I Liberali Radicali               | PLR.I Liberali Radicali               | PLR.I Liberali Radicali               |                    |                    | 15,11%             | ▼ 1,28             |
| Verdi Svizzeri                        | Verdi Svizzeri                        | Verdi Svizzeri                        |                    |                    | 13,24%             | ▲ 6,18             |
| Partito Popolare Democratico          | Partito Popolare Democratico          | Partito Popolare Democratico          |                    |                    | 11,38%             | ▼ 0,24             |
| Partito Verde Liberale della Svizzera | Partito Verde Liberale della Svizzera | Partito Verde Liberale della Svizzera |                    |                    | 7,80%              | ▲ 3,17             |
| Partito Borghese Democratico          | Partito Borghese Democratico          | Partito Borghese Democratico          |                    |                    | 2,47%              | ▼ 1,64             |
| Partito Evangelico Svizzero           | Partito Evangelico Svizzero           | Partito Evangelico Svizzero           |                    |                    | 2,08%              | ▲ 0,18             |
| Partito del Lavoro - SolidaritéS      | Partito del Lavoro - SolidaritéS      | Partito del Lavoro - SolidaritéS      |                    |                    | 1,05%              | ▲ 0,10             |
| Unione Democratica Federale           | Unione Democratica Federale           | Unione Democratica Federale           |                    |                    | 1,00%              | ▼ 0,14             |
| Lega dei Ticinesi                     | Lega dei Ticinesi                     | Lega dei Ticinesi                     |                    |                    | 0,75%              | ▼ 0,24             |
| Altri <0,50%                          | Altri <0,50%                          | Altri <0,50%                          |                    |                    | 2,38%              | N/A                |
| Riepilogo dei seggi                   |                                       |                                       |                    |                    |                    |                    |
|                                       |                                       |                                       |                    |                    |                    |                    |
| SolidaritéS                           | 1                                     | ▲ 1                                   |                    | PdL                | 1                  | ━                  |
| PS                                    | 39                                    | ▼ 4                                   |                    | Verdi Svizzeri     | 28                 | ▲ 17               |
| PEV                                   | 3                                     | ▲ 9                                   |                    | PVL                | 16                 | ▲ 1                |
| PPD                                   | 25                                    | ▼ 2                                   |                    | PBD                | 3                  | ▼ 4                |
| PLR                                   | 29                                    | ▼ 4                                   |                    | Lega dei Ticinesi  | 1                  | ▼ 1                |
| UDF                                   | 1                                     | ▲ 1                                   |                    | UDC                | 53                 | ▼ 12               |
| MCG                                   | 0                                     | ▼ 1                                   |                    |                    |                    |                    |

### Consiglio degli Stati
| Partito | Partito                               | Seggi | Seggi | Seggi |
| Partito | Partito                               | 2015  | 2019  | +/–   |
| ------- | ------------------------------------- | ----- | ----- | ----- |
|         | Partito Popolare Democratico          | 13    | 13    | =     |
|         | PLR.I Liberali Radicali               | 13    | 12    | -1    |
|         | Partito Socialista Svizzero           | 12    | 9     | -3    |
|         | Unione Democratica di Centro          | 5     | 6     | +1    |
|         | Verdi Svizzeri                        | 1     | 5     | +4    |
|         | Partito Borghese Democratico          | 1     | 0     | -1    |
|         | Partito Verde Liberale della Svizzera | 0     | 0     | 0     |
|         | Indipendente                          | 1     | 1     | 0     |
| Totale  | Totale                                | 46    | 46    |       |

## Analisi del voto

### Caratteristiche dell'elettorato
Un sondaggio effettuato dall'istituto Sotomo subito dopo il voto ha evidenziato alcune differenze sociodemografiche tra gli elettori dei vari partiti. I partiti ambientalisti (Verdi e PVL) ebbero più seguito tra gli elettori più giovani, mentre l'elettorato più anziano si orientò verso i partiti tradizionali.
| Partito | Partito                               | 18-25 | 26-45 | 46-65 | Oltre 65 |
| ------- | ------------------------------------- | ----- | ----- | ----- | -------- |
|         | Unione Democratica di Centro          | 17,4% | 22,5% | 27,9% | 26,8%    |
|         | Partito Socialista Svizzero           | 12,7% | 14,8% | 16,1% | 19,2%    |
|         | PLR.I Liberali Radicali               | 12,6% | 12,7% | 14,4% | 18,8%    |
|         | Verdi Svizzeri                        | 21,5% | 16%   | 13,7% | 8,4%     |
|         | Partito Popolare Democratico          | 10,4% | 11,6% | 10%   | 13,3%    |
|         | Partito Verde Liberale della Svizzera | 13,6% | 9,7%  | 7,8%  | 5,6%     |

In termini di livello di istruzione, il Partito Socialista, i Liberali-Radicali e i Verdi furono scelti da più della metà dell'elettorato con una laurea. Gli elettori con un livello di istruzione fino all'apprendistato votarono più frequentemente l'Unione Democratica di Centro, il Partito Popolare Democratico e il Partito Verde Liberale.
| Partito | Partito                               | Scuola dell'obbligo / apprendistato | Formazione professionale superiore | Università / Politecnici |
| ------- | ------------------------------------- | ----------------------------------- | ---------------------------------- | ------------------------ |
|         | Unione Democratica di Centro          | 31,2%                               | 23,9%                              | 11,7%                    |
|         | Partito Socialista Svizzero           | 16,5%                               | 15%                                | 19%                      |
|         | PLR.I Liberali Radicali               | 13,5%                               | 17,6%                              | 18,1%                    |
|         | Verdi Svizzeri                        | 10,4%                               | 13,4%                              | 20,4%                    |
|         | Partito Popolare Democratico          | 11,8%                               | 11,5%                              | 10,1%                    |
|         | Partito Verde Liberale della Svizzera | 13,6%                               | 5,9%                               | 9,3%                     |

In termini dei temi più importanti per la scelta del partito per cui votare, la questione del cambiamento climatico risultò al primo posto tra gli elettori dei partiti ambientalisti (Verdi e Partito Verde liberale) e di sinistra (Partito Socialista). Fra i temi considerati importanti da tutti i partiti vi erano i premi della cassa malati, la riforma previdenziale e i rapporti con la UE. Temi come l'immigrazione, la sovranità e la sicurezza rientravano tra le questioni più importanti quasi esclusivamente fra gli elettori dell'Unione Democratica di Centro. Gli elettori di partiti centristi come il Partito Popolare Democratico e il Partito Borghese Democratico avevano come priorità i temi relativi a sanità e pensioni. I temi economici, tra cui i rapporti con la UE, risultarono particolarmente importanti tra gli elettori dei Liberali-Radicali.
| Tema                                      | UDC | PS | PLR | PPD | Verdi | PVL | PBD |
| ----------------------------------------- | --- | -- | --- | --- | ----- | --- | --- |
| Immigrazione, stranieri                   | 1°  | -  | 6°  | -   | -     | -   | -   |
| Indipendenza, sovranità                   | 2°  | -  | -   | -   | -     | -   | -   |
| Criminalità, sicurezza                    | 4°  | -  | -   | -   | -     | -   | -   |
| Rapporti con la UE                        | 3°  | 4° | 1°  | 3°  | 6°    | 3°  | 4°  |
| Competitività, economia                   | -   | -  | 2°  | 6°  | -     | -   | -   |
| Premi della cassa malati                  | 5°  | 2° | 4°  | 1°  | 4°    | 5°  | 2°  |
| Riforma della previdenza per la vecchiaia | 6°  | 3° | 3°  | 2°  | 5°    | 4°  | 1°  |
| Mantenimento delle rendite pensionistiche | -   | -  | -   | 5°  | -     | -   | 5°  |
| Protezione della natura e dell'ambiente   | -   | 6° | -   | -   | 2°    | 2°  | -   |
| Cambiamento climatico, emissioni di CO2   | -   | 1° | 5°  | 4°  | 1°    | 1°  | 3°  |
| Parità per le donne                       | -   | 5° | -   | -   | 3°    | 6°  | 6°  |

| Tema                                      | Svizzera tedesca | Svizzera francese | Svizzera italiana | Svizzeri all'estero |
| ----------------------------------------- | ---------------- | ----------------- | ----------------- | ------------------- |
| Immigrazione, stranieri                   | 2°               | -                 | 3°                | 3°                  |
| Indipendenza, sovranità                   | 6°               | -                 | -                 | -                   |
| Rapporti con la UE                        | 4°               | 3°                | 2°                | 2°                  |
| Disoccupazione, pressione salariale       | -                | -                 | 6°                |                     |
| Premi della cassa malati                  | 3°               | 2°                | 1°                | 4°                  |
| Riforma della previdenza per la vecchiaia | 5°               | 5°                | 5°                | 5°                  |
| Mantenimento delle rendite pensionistiche | -                | 6°                | -                 | 6°                  |
| Cambiamento climatico, emissioni di CO2   | 1°               | 1°                | 4°                | 1°                  |
| Parità per le donne                       | -                | 4°                |                   |                     |

La maggior parte degli elettori scelsero il partito per cui votare in base all'orientamento politico. Tuttavia questa motivazione fu meno importante per i partiti di centro e di centro-destra come il PLR, PPD, PVL e PBD. I sostenitori dei partiti ambientalisti e soprattutto dei partiti centristi presero invece più in considerazione la capacità di risolvere i problemi. Per gli elettori dei Liberali-Radicali e del Partito Popolare Democratico anche la presenza di personalità all'interno del partito giocò un ruolo abbastanza rilevante. Infine, gli elettori del Partito Borghese Democratico si distinsero per l'importanza che diedero al modo di fare politica dei propri rappresentanti.
PercentualePartito politico020406080100UDCPLRVerdiPBDPersonalità nel partitoModo di fare politicaCapacità di risolvere i problemiOrientamento politico
     Le personalità nel partito
     Modo di fare politica
     Capacità di risolvere i problemi
     Orientamento politico
Gli elettori dei Verdi, Socialisti e Unione Democratica di Centro furono quelli più motivati e convinti a votare per il proprio partito. D'altra parte, una porzione consistente dell'elettorato di centro-destra (UDC, PLR, PBD) scelse il proprio partito per esclusione, in mancanza di alternative migliori. Una parte rilevante degli elettori dei partiti ambientalisti motivò il proprio voto con la necessità di un rinnovamento del sistema politico. Infine, i partiti tradizionali (PS, PPD, PLR) presentarono al loro interno una frazione non trascurabile di elettorato che votò per attaccamento tradizionale più che per vera e propria motivazione.
PercentualePartito politico020406080100UDCPLRVerdiPBDPer necessità di rinnovamentoPer attaccamento tradizionaleIn mancanza di alternative miglioriCon piena convinzione
     Per necessità di rinnovamento
     Per attaccamento tradizionale
     In mancanza di alternative migliori
     Con piena convinzione

### Risultati dei partiti

#### Unione Democratica di Centro (UDC)
Pur rimanendo il partito più votato al Consiglio nazionale, l'Unione Democratica di Centro perse 3,8 punti percentuali rispetto al 2015. Sebbene il 5% e il 6% dei propri voti rispettivamente provenisse da ex elettori del PLR e di altri partiti, un 17% dei propri elettori non partecipò al voto. Il partito perse voti dappertutto eccetto nel Giura, in Ticino, nei Grigioni e in alcune aree montane. Le perdite peggiori avvennero in Argovia e a Neuchâtel. Il partito rimase comunque il più forte in 14 cantoni della Svizzera tedesca e la struttura di radicamento territoriale non cambiò in modo sostanziale.
Alcune analisi dopo il voto suggerirono che i motivi dell'astensione da parte dell'elettorato dell'UDC fossero riconducibili alla minore preponderanza del tema dell'immigrazione e alla delusione per la incompleta implementazione, secondo l'UDC, dell'iniziativa "Contro l'immigrazione di massa" del 2014. L'astensione marcata nelle zone rurali penalizzò il partito a favore dei partiti di sinistra, più forti nelle aree urbane. Toni Bertoluzzi, allora vicepresidente della sezione zurighese del partito, affermò che a seguito del buon risultato del 2015 il partito avesse adottato una "mentalità bernese", limitandosi a gestire il successo elettorale e ritrovandosi impreparato di fronte a un tema come quello del cambiamento climatico.

#### Partito Socialista Svizzero (PS)

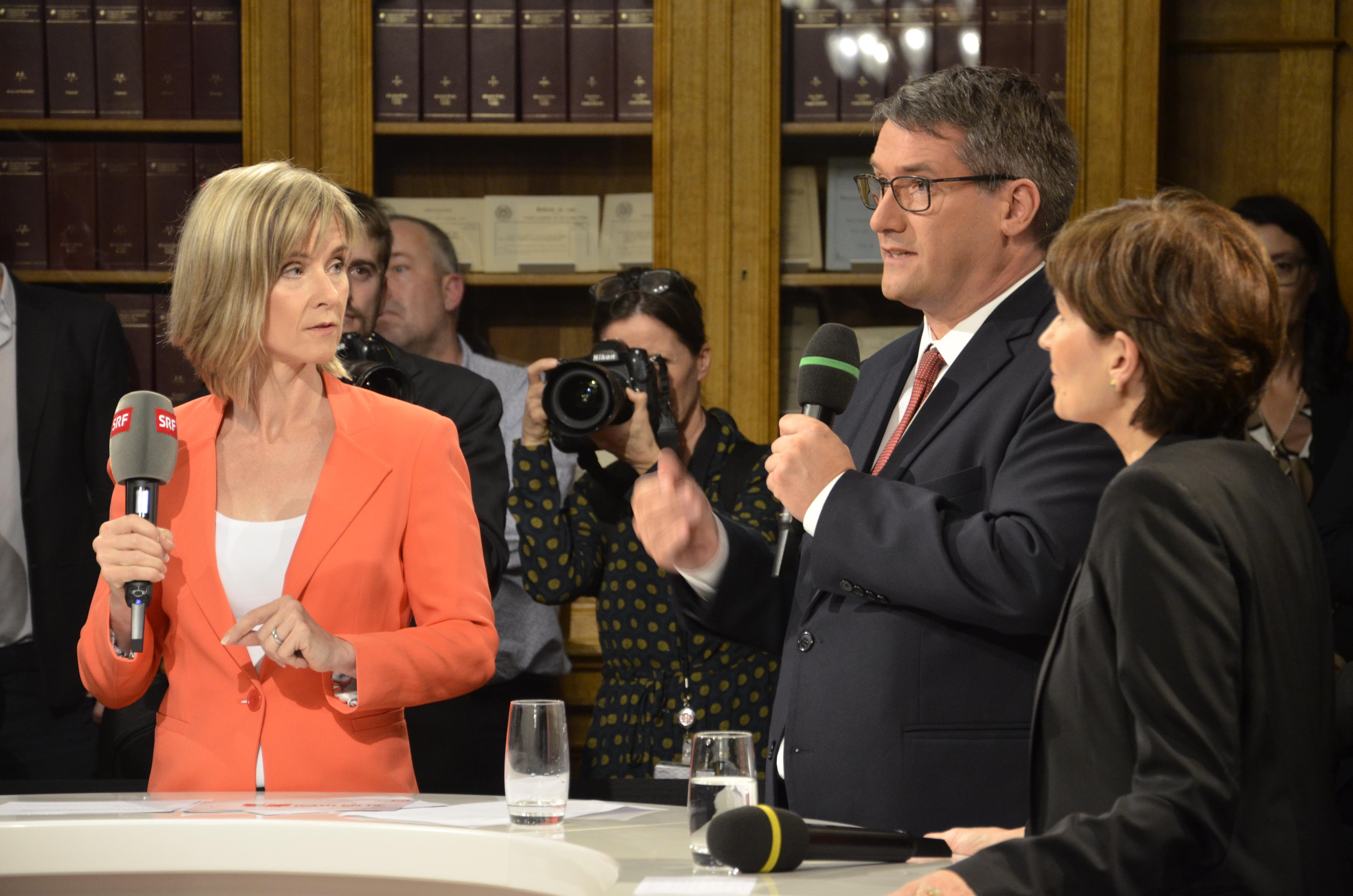
Il presidente del Partito Socialista Christian Levrat intervistato il giorno delle elezioni

Il Partito Socialista perse 2 punti percentuali, ottenendo il risultato peggiore della sua storia (16,8%) e perdendo 6,5 punti percentuali rispetto alle elezioni del 2003. Sebbene il partito fosse riuscito a mobilitare degli elettori che in precedenza si erano astenuti, perse anche circa il 7% dei voti a favore dei Verdi e dei Verdi Liberali. Buona parte delle perdite di voti avvennero nei cantoni di Zurigo, Berna, Zugo, Neuchâtel e Ginevra, a fronte di un aumento di voti nel basso vallese e nel Giura. I socialisti si mantennero però primo partito a Basilea Città e lo divennero anche a Friburgo e nel Giura.
Gli esponenti del partito proposero diverse spiegazioni del cattivo risultato: il neorieletto consigliere agli Stati Daniel Jositsch sostenne che un partito troppo sbilanciato a sinistra avesse spinto l'elettorato moderato a votare per i Verdi Liberali, specialmente nell'area di Zurigo. La consigliera nazionale Jacqueline Badran affermò invece che il partito fosse rimasto vittima del suo stesso successo, e che si fosse limitato a difendere le conquiste sociali del XX secolo senza proporre una nuova visione del mondo e perdendosi invece in questioni secondarie. Il politologo Claude Longchamp sostenne che il partito avesse perso il sostegno degli elettori più giovani, che nelle tornate elettorali precedenti era riuscito ad attirare con il tema delle relazioni con l'Europa.

#### Verdi Svizzeri (Verdi)

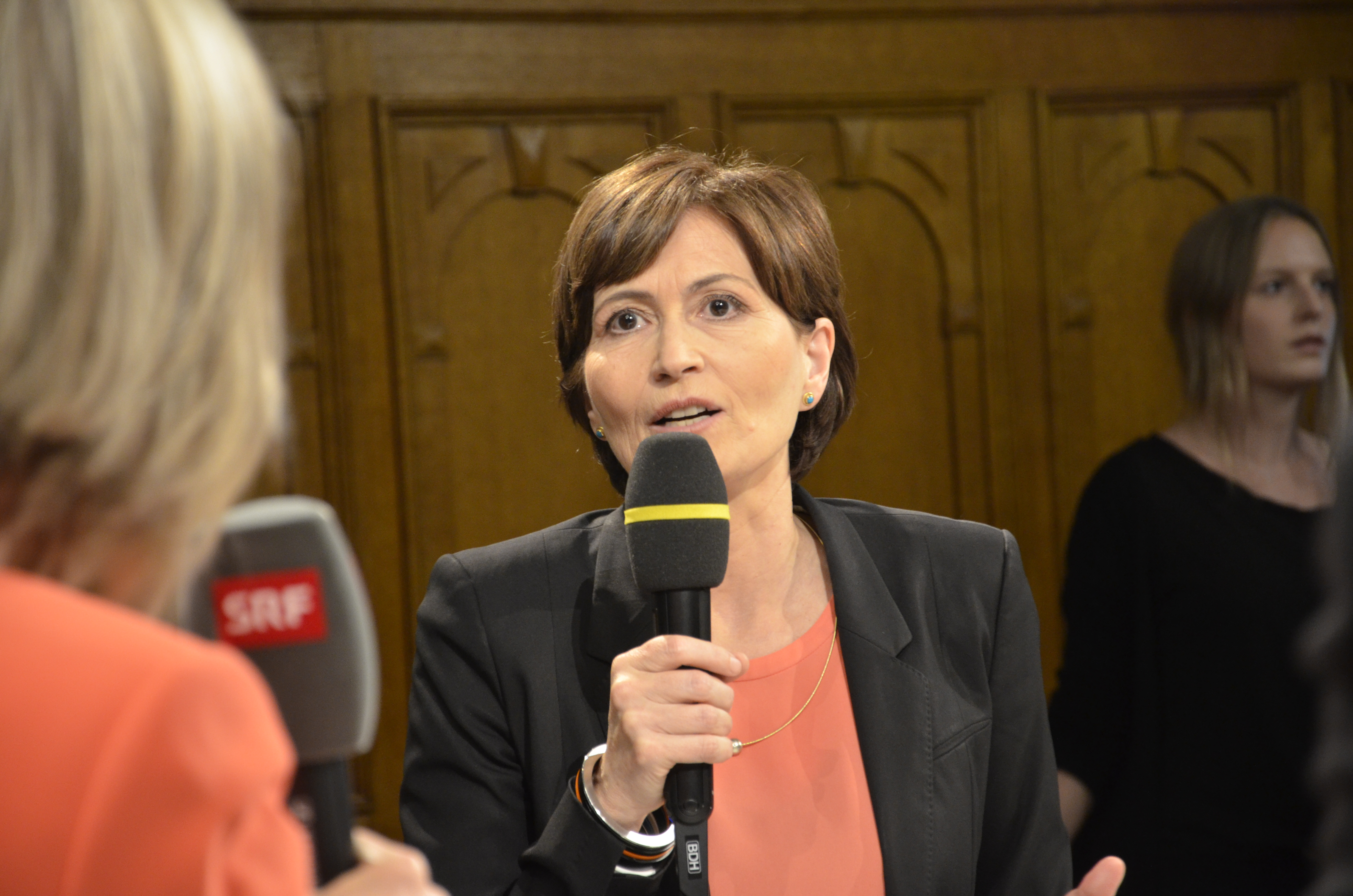
Regula Rytz, presidente dei Verdi Svizzeri, durante un'intervista il giorno delle elezioni

Con il 13,2% dei voti al Consiglio nazionale, i Verdi ottennero il miglior risultato della loro storia, aumentando la loro forza politica di 6,1 punti percentuali rispetto alle precedenti elezioni. Tale aumento aveva pochi precedenti nella storia politica svizzera. I verdi risultarono il partito più votato nel Canton Ginevra, e godettero di una crescita marcata nella svizzera francese (Cantoni di Ginevra, Neuchâtel, Vaud), nel Canton Zugo e nel Canton Ticino. A livello di numero di elettori, i Cantoni di Zurigo, Berna e Vaud si rivelarono i più importanti anche grazie al loro peso demografico, sebbene i Cantoni di Berna e di Basilea Campagna avessero perso peso a livello nazionale a favore di Zurigo e dei cantoni della Svizzera francese. L'analisi dei flussi elettorali suggerì che il partito avesse attirato i voti di parte dell'elettorato del Partito Socialista, ma che soprattutto avesse mobilitato una grande massa dell'elettorato che non aveva votato in precedenza, complessivamente il 21% dei votanti del partito. Questi nuovi votanti erano in buona parte giovani che votavano per la prima volta.

#### Partito Verde Liberale della Svizzera (PVL)
Anche i Verdi Liberali ottennero il miglior risultato della loro storia (7,8%), con un incremento di 3,2 punti percentuali rispetto al 2015. Il partito riuscì a sottrarre voti ai partiti tradizionali di centro e di sinistra (Liberali Radicali, Popolari Democratici, Socialisti) ma anche ad attirare una parte di elettori che non aveva votato in precedenza, circa il 16% dei voti totali del partito. Il partito crebbe soprattutto nel canton Zurigo, da cui proveniva quasi un elettore del partito su tre, e nei cantoni di Berna, Neuchâtel, Vaud e Ginevra.

#### PLR.I Liberali Radicali (PLR)
I Liberali Radicali, con il loro 15,1%, persero circa 1,3 punti percentuali rispetto al 2015. Il partito si ritrovò agli stessi livelli del 2011, che rappresentò il suo peggior risultato della storia, includendo anche il Partito Liberale Svizzero. Fra i cantoni con sistema proporzionale, il partito crebbe solo a Svitto, Friburgo, Basilea Città, San Gallo e Grigioni, perdendo invece voti in cantoni popolosi come Zurigo, Berna e Argovia e in buona parte della Svizzera romanda. Il PLR rimase primo partito in Ticino, Vaud e Neuchâtel, venendo però superato dai Verdi a Ginevra. Poiché le perdite furono distribuite in maniera piuttosto omogenea, la struttura di radicamento a livello nazionale rimase pressoché invariata.

## Conseguenze politiche del voto

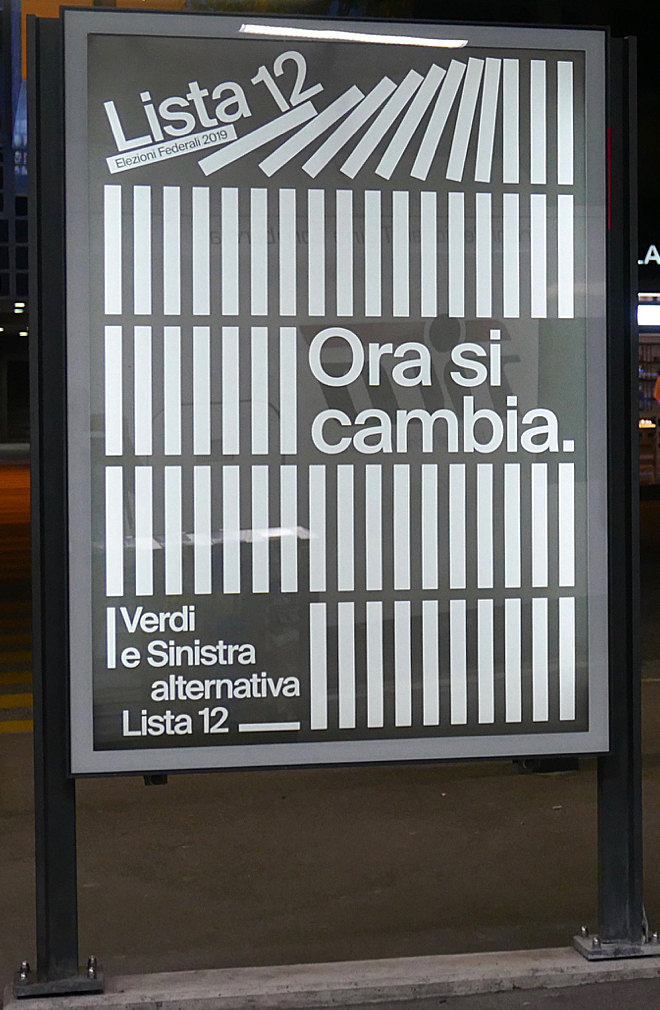
Manifesto elettorale dei Verdi a Locarno

I partiti tradizionali rappresentati nel Consiglio federale (Partito Socialista, Unione Democratica di Centro, PLR.I Liberali Radicali, Partito Popolare Democratico) raggiunsero complessivamente un 68,9% dei voti e 146 mandati, il livello più basso a partire dal 1991. I partiti ambientalisti, ossia i Verdi e il Partito Verde Liberale, ottennero il risultato migliore della loro storia.
Una delle principali conseguenze delle elezioni fu la messa in discussione della "formula magica", ossia lo schema di distribuzione dei seggi al Consiglio federale. I Verdi tentarono di far nominare la loro presidente Regula Rytz al posto di Ignazio Cassis del PLR. Sebbene il tentativo non riuscì, alcuni commentatori suggerirono un ripensamento della ripartizione dei posti al Consiglio federale. La perdita di consensi da parte del Partito Borghese Democratico e del Partito Popolare Democratico, unito al rischio per quest'ultimo di perdere il proprio rappresentante al Consiglio federale, spinse i due soggetti a unirsi nell'Alleanza del Centro nel 2021.